# Rycerz pucharów
Rycerz pucharów (ang. Knight of Cups) – amerykański melodramat z 2015 roku w reżyserii Terrence’a Malicka, wyprodukowany przez wytwórnię Broad Green Pictures. Główne role w filmie zagrali Christian Bale, Cate Blanchett i Natalie Portman.
Premiera filmu odbyła się 8 lutego 2015 podczas 65. Międzynarodowego Festiwalu Filmowego w Berlinie. Trzynaście miesięcy później, 4 marca 2016, obraz trafił do kin na terenie Stanów Zjednoczonych.

## Fabuła
Scenarzysta Rick (Christian Bale) odnosi sukcesy w Hollywood. Mężczyzna korzysta z życia i ze wszystkiego, co oferuje frywolny oraz pełen blichtru świat filmu. Nie przynosi mu to satysfakcji. Chcąc zagłuszyć smutek, nawiązuje kolejne romanse. Rozpaczliwie poszukuje kogoś, dzięki komu wypełni pustkę.

## Obsada
- Christian Bale jako Rick
- Cate Blanchett jako Nancy
- Natalie Portman jako Elizabeth
- Brian Dennehy jako Joseph
- Antonio Banderas jako Tonio
- Wes Bentley jako Barry
- Isabel Lucas jako Isabel
- Teresa Palmer jako Karen
- Imogen Poots jako Della

## Odbiór

### Krytyka
Film Rycerz pucharów spotkał się z mieszaną reakcją krytyków. W serwisie Rotten Tomatoes 47% ze stu siedemdziesięciu czterech recenzji filmu jest pozytywne (średnia ocen wyniosła 5,67 na 10). Na portalu Metacritic średnia ocen z 41 recenzji wyniosła 53 punkty na 100.

### Nagrody i nominacje
| Rok  | Miejsce            | Nagroda          | Kategoria                  | Nominowani      | Wynik     |
| ---- | ------------------ | ---------------- | -------------------------- | --------------- | --------- |
| 2015 | 65. MFF w Berlinie | Złoty Niedźwiedź | Udział w konkursie głównym | Terrence Malick | nominacja |